# Ostatnia kohorta
Ostatnia kohorta – powieść historyczna Waldemara Łysiaka wydana w dwóch tomach przez wydawnictwo Nobilis w 2005 roku.

## Opis fabuły
Akcja utworu rozgrywa się pod koniec V wieku po Chrystusie, tj. w okresie upadku Cesarstwa rzymskiego. Z oblężonego przez  barbarzyńskie plemiona Rzymu przebija się grupa desperatów pragnących odszukać na wpół mityczny "ostatni legion" (rzekomo ostatni, który nie uległ barbarzyńskiej inwazji) i sprowadzić go pod mury Rzymu by ocalić miasto. Straceńcza grupa pod dowództwem konsula Valerianusa i najlepszego żołnierza Rzymu – trybuna Fulwiusza Corvinusa "Sotera" zwanego "bogiem wojny" rusza na pełną przygód wyprawę przez barbarzyńską Europę.